# Nekropole von La Clape
Die 1965 entdeckte Nekropole von La Clape liegt in Laroque-de-Fa auf dem Massiv von La Clape im Département Aude in Frankreich.
Die Nekropole besteht aus sieben Dolmen und einer Steinkiste. Dolmen ist in Frankreich der Oberbegriff für neolithische Megalithanlagen aller Art (siehe: Französische Nomenklatur).
Die als Trag- und Decksteine dienenden Platten wurden direkt vor Ort gefunden. Das kleinere Steinmaterial wurde für den Cairn verwendet. Der steile Hang, auf dem die Monumente errichtet wurden, war ein Grund für ihre Zerstörung. Sieben Megalithanlagen wurden an den nördlichen und westlichen Geröllhängen des Massivs errichtet. Die achte liegt weiter östlich an einem niedrigeren Hang.
Tombe Nr. 1 liegt gut erhalten in einem runden Cairn. Es hat eine kleine rechteckige Kammer, die durch einen Gang von gleicher Breite wie die Kammer verlängert wird. Es wurden wenig archäologische Objekte gefunden: Dreieck- und Trapezmesser und Schalen der Meerschnecke „Schlichte Täubchenschnecke“ (Columbella rustica). Die menschlichen Reste umfassten 94 Zähne, die von mindestens 15 Personen stammen.
Tombe Nr. 2 ist das kleinste in der Nekropole. Während die anderen Dolmen sind, handelt es sich hier um eine kleine Steinkiste. Die rechteckige Kammer ist noch an drei Seiten intakt. Zu den Funden gehören Scherben einer braunen, mit grauer Paste verzierten Vase aus der Bronzezeit.
Tombe Nr. 3 ist ein rechteckiger an allen vier Seiten geschlossener Schrein. Die Lage am Steilhang hat den Erhalt der Inhalte nicht begünstigt. Erhalten blieben ein Feuersteinmesser, 11 Zähne, ein Schädelbruchstück und einige Phalangen. Die wenigen Überreste ermöglichten es, zwei Personen zu identifizieren: einen Erwachsenen zwischen 20 und 30 Jahren und ein Kind zwischen 6 und 7 Jahren.
Tombe Nr. 4 ist vergleichbar mit einer Reihe von Dolmen mit einem Gang von gleicher Breite wie die Kammer, von denen der Dolmen 1 von La Clape das charakteristische Beispiel ist. In diesem Fall ist das völlige Fehlen von Materialtransporten bemerkenswert. Der Dolmen wurde anscheinend aus Platten gebaut, die unmittelbar vor Ort gefunden wurden. Die Funde sind auf zehn Scherben begrenzt. Einige fanden sich zwischen dem Felsen, der den Sitz des Denkmals bildete.
Tombe Nr. 5 ist eine stark gestörte rechteckige Kammer. Der geneigte Deckstein stand an der Westseite des Dolmens, auf dem Cairn. Die umgefallenen oder geneigten Tragsteine waren in einem Estrich aus Kalkstein gegründet. Die anthropologischen Überreste, einschließlich der Zähne, ermöglichten es, das Vorhandensein von 24 zumeist jungen Personen festzustellen. Es gab nur einen männlichen Erwachsenen. Die Funde:
– ein aus einer Muschel geschnitzter Anhänger
– ein Knochenknopf mit V-förmiger Perforation
– ein Knochenfragment mit einer eingeschnittenen runden Nut.
– eine Klinge und ein Messer aus braunem Feuerstein
– eine runde und flache Perle in der Schale
– eine seltene durchbohrte Pfeilspitze aus weißem Feuerstein
– eine zerbrochene Schnecke
– zwei Fragmente eines Vasenbodens mit ringförmiger Basis
– drei durchbohrte Muschelschalen
– zehn Zähne, von denen zwei durchbohrt sind.
Den prähistorischen Funden sind in der historischen Zeit zwei Ringe aus grauem Metall, ein Metallstab mit stumpfer Spitze und Eisenschlacke hinzugefügt worden.
Tombe Nr. 6 liegt etwa 150 m nördlich der Dolmen 2, 3, 4 und 5 in einer Reihe mit Tombe Nr. 7. Der Zustand von Tombe Nr. 6 ist schlecht. Es war ein langgestrecktes rechteckiges Denkmal. Von der Kammer ist nur wenig übrig. Die Tragsteine sind umgefallen und zerbrochen (insbesondere Bodenplatte).
Die Funde beschränken sich auf:
– eine Pfeilspitze aus weißem Feuerstein
– Scherben einer braunen weitmündigen Vase
– braune Scherben eines handgeformten Behälters
– weitere Keramikscherben des Menüs „tournée“
– fünf Fragmente eines dickwandigen roten Behälters –
Die Pfeilspitze und einige Scherben scheinen zum Neolithikum zu gehören.
Tombe Nr. 7 ist aus architektonischer Sicht besonders interessant. Es ist ein typischer Gangdolmen (französisch Dolmen à couloir) mit einer schmalen, rechteckigen Kammer und einem schmalen Gang aus Trockenmauerwerk (lokaler Kalkstein) im Süden. Es gibt keinen Decktisch.
Die Ausgrabung erbrachte osteologische und archäologische Funde, im Wesentlichen in der Kammer gefundene Keramik.
Mit Ausnahme von seltenen spät zu datierenden Funden wie Fragmenten von flachen Böden hat ein großer Teil des keramischen Materials ein relativ hohes Alter. Die Vase mit glatten Perlen im Relief ist mehreren jungneolithischen Kulturen zuzuschreiben. Die Schalen und Kugelvasen beziehen sich auch auf Keramikstile der jüngeren Jungsteinzeit. Die Kesselschalen sind im Stil der okzitanisch-katalanischen Véraza-Kultur (Vérazien) gehalten.
Der Dolmen scheint im Gegensatz zu Nr. 5 und Nr. 8 nicht wiederverwendet worden zu sein. Dies ermöglicht es, seine Konstruktion und Nutzung dem jüngsten Neolithikum, im zweiten Drittel des 3. Jahrtausends v. Chr. (etwa 2600 Jahre v. Chr.), zuzuordnen.
Die Knochen wurden im Kontakt mit dem Kalkstein gebleicht oder verkrusteten. Die Zähne wurden als Reste von 24 Personen identifiziert (von denen 9 über 10 Jahre alt sind).
Tombe Nr. 8 liegt abseits der anderen Dolmen, nahe dem höchsten Punkt des Massivs von La Clape. Seine polygonale Kammer in der Mitte des Cairns ist im unteren Bereich ohne einen erkennbaren Gang erhalten geblieben.
In der Nähe liegt der Dolmen de Coume Jonquière.